# 피아노 소나타 3번 (브람스)
피아노 소나타 3번 F단조, 요하네스 브람스의 Op. 5가 1853년에 쓰여졌고 이듬해 출판되었다. 소나타는 전통적인 3악장이나 4악장과는 달리 5악장으로 이루어진 이례적으로 크다. 그가 이 피아노 소나타를 썼을 때, 그 장르는 전성기를 지난 것으로 많은 사람들에 의해 보여졌다. 베토벤과 고전주의 양식에 매료된 브람스는 자유로운 낭만주의 정신과 엄격한 고전주의 건축의 훌륭한 조합으로 피아노 소나타 3번을 작곡했다. 베토벤에 대한 브람스의 호감을 보여주는 또 다른 증거로, 피아노 소나타는 베토벤 교향곡 5번 제1악장, 제3악장, 제4악장 중 단번에 알아볼 수 있는 동기를 담고 있다. 브람스는 그 작곡에 있어서 겨우 20살이었다. 이 작품은 라이프치히의 아이다 폰 호엔탈 백작 부인에게 헌정되었다.

소나타는 5악장으로 되어 있다.
1. Allegro maestoso (F minor, ending in F major)
2. Andante. Andante espressivo — Andante molto (A♭ major – D♭ major)
3. Scherzo. Allegro energico avec trio (F minor – D♭ major – F minor)
4. Intermezzo (Rückblick / Regard en arrière) Andante molto (B♭ minor)
5. Finale. Allegro moderato ma rubato (F minor, ending in F major)

## 악장

### 1악장
첫 악장은 피아노 레지스터의 거의 모든 범위에 걸쳐 있는 포르티시모 화음으로 시작한다. 소나타 형식의 악장은 기본적으로 두 개의 음악 주제로 구성되어 있다. 그 중 첫 번째는 F단조로, 교향곡 C단조와 같은 키에 베토벤 교향곡 5번에서 나오는 "운명의 모티브"를 특징으로 하는 짧은 에피소드가 뒤따른다. 초기 F단조 주제가 돌아온 후, 두 번째 A♭ 장조에서 시작하지만 D♭ 장조로 끝난다. 브람스는 이 소나타 2악장에서도 같은 방식으로 이 조성을 사용한다. 그 전개는 반복되고 "운명 모티브"가 통합된 복잡한 개발 섹션으로 이어진다. 작품은 F장조의 병렬 키로 C단조 에피소드를 통과하여 두 번째 주제로 바로 이동하며 확장 코다로 끝난다.

### 2악장
두 번째 악장은 C.O. Sternau라는 가명으로 Otto Inkermann의 시의 인용으로 시작된다.
두 개의 주요 주제인 A ♭ 장조와 D ♭ 장조는 악장 전체에 걸쳐 번갈아 나타난다. 이 악장은 시작하는 A♭장조가 아닌 D ♭ 장조로 끝난다.

### 3악장
3악장인 스케르초와 트리오는 펠릭스 멘델스존의 피아노 삼중주 2번 피날레의 시작 부분을 음악적으로 인용하면서 F단조로 시작한다. 스케르초와 대조적으로 D ♭ 장조의 트리오는 잔잔하고 서정적이며, 반주하는 베이스 역시 베토벤의 '운명 모티브'를 가리킨다. 트리오가 악장의 시작 소재를 끝내면, 스케르초가 전체적으로 반복된다.

### 4악장
네 번째 악장은 간주곡(Intermezzo)으로 표시되며 "Rückblick", 문자 그대로 "기억"이라는 제목이 부가되어 있다. 2악장의 첫 주제로 시작하지만 B ♭ 단조의 조성이다. 시작 및 3악장과 마찬가지로 "운명 모티브"는 간주곡 전체에서 두드러지게 나타난다.

### 5악장
다섯 번째이자 마지막 악장은 F 단조의 론도이다. 그것은 비르투오소적이고 승리의 마무리에서 얽힌 몇 가지 악상이 있다. 특히 론도 주제의 첫 번째 전개는 그의 친구 요제프 요아힘의 개인적인 음악 모토인 음악 암호로 시작되며, F-A-E 테마는 Frei aber einsam (자유롭지만 외로운)을 의미한다. D ♭ 장조의 두 번째 에피소드는 F, E ♭, D ♭, A ♭ 네 가지 음정을 이어지는 많은 음악 자료의 기초로 사용한다. 브람스의 피아노 소나타 2번처럼, 이 소나타의 피날레도 평행장조로 끝난다.